# Československá basketbalová liga 1958/1959
1. basketbalová liga 1958/1959 byla v Československu nejvyšší ligovou basketbalovou soutěží mužů, v ročníku 1. ligy hrálo 12 družstev. Slovan Orbis Praha získal druhý titul mistra Československa, když získal stejný počet bodů jako druhý Spartak Sokolovo Praha, o prvním místě rozhodlo lepší celkové skóre. Slávia VŠ Bratislava skončila na 3. místě. Ze dvou nováčků se zachránil Slovan Bratislava, sestoupila Lokomotíva Karlovy Vary, dalším sestupujícím byla Dukla Mariánské Lázně.
Konečné pořadí:
1. Slovan Orbis Praha (mistr Československa 1959) - 2. Spartak Sokolovo Praha - 3. Slávia Bratislava - 4. Spartak Brno ZJŠ - 5. Slavia VŠ Praha - 6. Iskra Svit - 7. Slavoj Vyšehrad Praha - 8. Slovan ÚNV Bratislava - 9. Jednota Košice - 10. Tatran Ostrava - další 2 družstva sestup z 1. ligy: 11. Dukla Mariánské Lázně - 12. Lokomotiva Karlovy Vary

## Systém soutěže
Všech dvanáct družstev odehrálo dvoukolově každý s každým (zápasy doma - venku), každé družstvo odehrálo 22 zápasů.

## Konečná tabulka 1958/1959
| Poř. | Tým                     | Z  | V  | P  | Skóre     | Body |
| ---- | ----------------------- | -- | -- | -- | --------- | ---- |
| 1.   | Slovan Orbis Praha      | 22 | 19 | 3  | 1760:1440 | 41   |
| 2.   | Spartak Sokolovo Praha  | 22 | 19 | 3  | 1747:1481 | 41   |
| 3.   | Slávia Bratislava       | 22 | 16 | 6  | 1723:1492 | 38   |
| 4.   | Spartak Brno ZJŠ        | 22 | 15 | 7  | 1707:1513 | 37   |
| 5.   | Slavia VŠ Praha         | 22 | 14 | 8  | 1551:1419 | 36   |
| 6.   | Iskra Svit              | 22 | 7  | 15 | 1583:1525 | 36   |
| 7.   | Slavoj Vyšehrad         | 22 | 7  | 15 | 1535:1685 | 29   |
| 8.   | Slovan ÚNV Bratislava   | 22 | 7  | 15 | 1304:1473 | 29   |
| 9.   | Jednota Košice          | 22 | 7  | 15 | 1550:1742 | 29   |
| 10.  | Tatran Ostrava          | 22 | 6  | 16 | 1429:1567 | 28   |
| 11.  | Dukla Mariánské Lázně   | 22 | 5  | 17 | 1547:1699 | 27   |
| 12.  | Lokomotiva Karlovy Vary | 22 | 3  | 19 | 1478:1857 | 25   |

## Sestavy (hráči, trenéři) 1958/1959
- Slovan Orbis Praha: Miroslav Škeřík, Jaroslav Šíp, Jaroslav Tetiva, Bohuslav Rylich, Zdeněk Rylich, Jiří Tetiva, Jiří Matoušek, Vladimír Janout, Ladislav Hronek Josef Kraus, Michal Vavřík. Trenér Ludvík Luttna
- Spartak Sokolovo Praha: Jiří Baumruk, Bohumil Tomášek, Milan Rojko, Jindřich Kinský, Jiří Šotola, Miloš Pražák, Vladimír Lodr, Dušan Krásný, Josef Kliner, Jiří Marek, Slavoj Czesaný. Trenér Josef Ezr
- Slávia Bratislava: Boris Lukášik, Eugen Horniak, P. Rosival, Karol Horniak, Likavec, Tiso, Rehák, Seitz, Šimek, Koller, Klementis, Lezo. Trenér Gustáv Herrmann
- Spartak Brno ZJŠ: Zdeněk Konečný, František Konvička, František Pokorný, Milan Merkl, Zdeněk Bobrovský, Vladimír Pištělák, Radoslav Sís, Ivo Mrázek, Miloš Nebuchla, Helan, Vlk, Vykydal. Trenér Ivo Mrázek
- Slavia VŠ Praha: Jaroslav Křivý, Jiří Šťastný, Nikolaj Ordnung, Karel Baroch, Kadeřábek, Janovský, Jirman, Knop. Trenér Emil Velenský
- Iskra Svit: : Dušan Lukášik, Rudolf Vraniak, Lehotzký, Antal, Paluda, Čuba, Hrúz, Karašinský, Fabišík. Trenér Pavel Antal
- Slavoj Vyšehrad: Miloslav Kodl, Brzkovský, Douša, S. Ulrich, V. Ulrych, Matoušek, Krafek, Hollý, Šimek, Pilát, Rezek, Klápště. Trenér ...
- Slovan ÚNV Bratislava: Ján Hummel, Horňanský, Ďuriš, Steuer, Gregor, Závodský, Lupták, Coufal, Brhlík, Orel, Hrašna, Králik. Trenér Ladislav Krnáč
- Jednota Košice: I. Rosíval, Sahlica, Bombic, Smolen, Šosták, Bauernebl, Krejzl, Takáč, Kudernáč, Lenártek, Bryndák, Paulinyi. Trenér L. Zeleň
- Tatran Ostrava: Jan Kozák, Jaroslav Chocholáč, Zdeněk Böhm, P. Böhm, Riegel, Wrobel, Hrnčiřík, Malota, Unger, Stejskal, Boščík. Trenér J. Souček
- Dukla Mariánské Lázně: Jaroslav Beránek, Brychta, Kašper, Setnička, Majer, J. Žák, Kraus, Lohinský, Vass, Ďurčok. Trenér M. Lohinský
- Lokomotiva Karlovy Vary: Podlesný, Straka, Ferus, Čermák, Brabec, Ransdorf, Suchý, M.Žák, Trenér ...

## Zajímavosti
- Mistrovství světa v basketbalu mužů 1959 (Santiago de Chile), Chile, v lednu 1959. Konečné pořadí: 1. Brazílie, 2. USA, 3. Chile. Družstvo mužů Československa se nekvalifikovalo.
- Mistrovství Evropy v basketbale mužů v červnu 1959 se konalo v Turecku (Istanbul). Mistrem Evropy byl Sovětský svaz, druhé skončilo Československo, které hrálo v sestavě: Jiří Baumruk (130 bodů /8 zápasů), Jaroslav Tetiva (102 /8), František Konvička (69 /7), Dušan Lukášik (63 /8), Bohumil Tomášek (48 /7), Jaroslav Šíp (41 /7), Miroslav Škeřík (41 /8), Zdeněk Rylich (32 /8), Jaroslav Křivý (31 /7), Boris Lukášik (23 /7), Bohuslav Rylich (8 /4), Jiří Šťastný (6 /2), celkem 594 bodů v 8 zápasech (6-2), trenér: Gustáv Herrmann.
- Spartak ZJŠ Brno v Poháru evropských mistrů 1958/59 odehrál 4 zápasy (3-1), v osmifinále vyřazen rozdílem 7 bodů ve skóre od KKS Lech Poznaň, Polsko (85-68, 63-87).